# Val-Buëch-Méouge
Val-Buëch-Méouge (Vau-Buech-Meüje in occitano) è un comune francese del dipartimento delle Alte Alpi della regione della Provenza-Alpi-Costa Azzurra.
È stato creato il 1º gennaio 2016 dalla fusione dei preesistenti comuni di Antonaves, Châteauneuf-de-Chabre e Ribiers.
Il capoluogo è la località di Ribiers.

## Origini del nome
Val Buëch prende il nome dal fiume Buëch, che nasce dalla confluenza del Petit Buëch e del Grand Buëch all'altezza della città di Sigottier. Questo idronimo è attestato nella forma Buchium nel 1202, dal gallico bodios ("giallo").
Méouge prende il nome dal fiume Méouge che ha origine nel dipartimento della Drôme. Il suo nome è attestato nella forma latina Mulgia nel 1177, Melga nel 1197 negli archivi delle Alte Alpi, flumen Meuga nel 1365 negli archivi dell'Isère, Ripperia de Meusa nel 1520 nel Livre terrier di Mévouillon.

## Storia

### Simboli
Lo stemma del nuovo comune si blasona:
Adottato nel 2018, è composto dagli elementi presenti negli stemmi dei comuni preesistenti: lo sfondo armellinato con il capo d'oro e la pila per Ribiers, il ponte sul Méouge per Châteauneuf-de-Chabre, l'agnello per Antonaves.